# 西伊豆健育会病院
西伊豆健育会病院（にしいずけんいくかいびょういん）は、静岡県西伊豆町にある病院。地域で唯一の救急病院として、救急医療から在宅医療まで一貫した「信頼される地域医療」を目指している。

## 沿革
- 1989年（平成元年）7月 - 西伊豆病院開設・救急指定病院としてベッド数60床
- 1993年（平成5年）6月 - ゆうあい訪問看護ステーション設立
- 1995年（平成7年）6月 - 西伊豆病院付属　土肥クリニック設立
- 2000年（平成12年） - 介護老人保健施設しおさい設立
- 2005年（平成17年）9月 - 増築・増床により78床としてリニューアルオープン
- 2007年（平成19年）9月 - 厚生労働省　臨床研修協力施設の指定
- 2009年（平成21年）7月 - DPC導入
- 2010年（平成22年）4月 - 平成22年度日本家庭医療学会認定研修プログラム認定施設
- 2012年（平成24年）2月 - へき地医療拠点病院の指定
- 2013年（平成25年）11月 - 電子カルテシステム導入
- 2014年（平成26年）6月 - （財）日本医療機能評価機構「一般病棟1〈3rdG:ver1.0〉」認定
- 2014年（平成26年）10月 - 地域包括ケア病棟（3F 42床）開設
- 2015年（平成27年）4月 - 西伊豆病院から西伊豆健育会病院へ名称変更

## 診療科目・外来診療
- 内科
- 外科
- 整形外科
- 循環器内科
- 呼吸器内科
- 神経内科
- リハビリテーション科
- 泌尿器科
- 皮膚科

## 医療機関の指定等
- 保険医療機関
- 労災保険指定医療機関
- 生活保護法指定医療機関

## 施設
病床数：78床（一般病棟36床・地域包括ケア病棟42床）、人工透析センター（20床）

## 交通アクセス
- JR 熱海駅より伊豆急行線「蓮台寺」駅下車、東海バス「堂ケ島」行き乗車40分、「浜橋」停留所下車、徒歩5分
- JR 三島駅より伊豆箱根鉄道「修善寺」駅下車、東海バス「松崎」行き乗車80分、「浜橋」停留所下車、徒歩5分
- 東名高速道路「沼津」ICより、国道1号線「三島」経由、国道136号線 「修善寺・土肥」経由、堂ケ島より約7分